# 寧波公學
寧波公學（英語：Ning Po College，縮寫：NPC）為香港一所男女子中學，位於香港九龍觀塘區功樂道7號，佔地5000平方米，由寧波旅港同鄉會（现香港寧波同鄉會）於1971年創立，現任校長為許善娟女士。

## 辦學宗旨
該校辦學宗旨是「學校秉承校訓「恆毅」精神，以「嚴謹與關懷」的辦學態度推行全人教育，讓學生愉快和積極地學習，培育學生良好的品格與積極進取的人生觀，實踐對社會、國家的關懷及責任的承擔，成為自律守法的公民，並作出回饋和貢獻。」

## 歷史
寧波旅港同鄉會會長兼商人王統元於1971年與黃振達、李達三、王劍偉、主教徐誠斌、劉培康、黃厚璋、曹伯中等人組成建校委員會，籌辦一所非牟利的全日制英文中學。後來政府撥出觀塘功樂道五萬呎地皮興建校舍，建築方於是動工建成樓高5層的教學大樓，另設圖書館、實質室等設施。校方亦聘用前教育官員兼前金文泰中學校長李思義出任寧波公學的首任校長。校舍於1972年落成之前，學生暫時被安排借用秀茂坪天主教小學及聖安當女書院校舍上課。

## 獎學金

### 李達三葉耀珍伉儷李本俊獎學金
全港首創，由創會會長李達三博士於2015年12月15日正式向香港大學、香港中文大學及香港科技大學各捐贈港幣一億元， 成立永久性的「李達三葉耀珍伉儷李本俊教獎學金」，獎勵獲上述3所大學取錄的寧波公學及寧波第二中學學生。
獎學金目的是旨在激勵就讀於寧波公學及寧波第二中學的學生勤奮學習，以考進香港大學、香港中文大學及香港科技大學修讀本科生課程，為他們提供追求夢想的機會。同時為有需要經濟援助的學生舒緩經濟壓力，使他們專心學習，踏上人生成功之路。

## 著名/傑出校友
- 邱騰華，GBS，JP：商務及經濟發展局局長
- 張文采：前無綫新聞總主播（預科畢業）
- 黃維揚：香港浸會大學先進材料研究所副主任及化學系講座教授
- 倫巧潣：高銀金融首席財務總監[2]
- 張遠深：作家[3]、日本政治評論員[4]。
- 歐鎮灝：全民造星2參賽者、ViuTV藝人
- 楊雪儀：前香港女演員、1983年度香港小姐競選冠軍

## 外部連結
- 寧波公學官方網站 （页面存档备份，存于）